# Ai no kuszabi
Az Ai no kuszabi (間の楔; Hepburn: Ai no kusabi; Wedge of Interval – szó szerinti fordításban nagyjából „A köztünk lévő ék”) japán anime OVA, amely Josihara Rieko azonos című regényén alapszik.
Témája szerint jaoi románc.

## A rövid háttér
A cselekmény egy idegen világban, a Glan galaxis 12. bolygóján, Amoin játszódik, ahol megalkottak egy Jupiter elnevezésű szuperszámítógépet, melynek birtokában volt a tanulás képessége, így városuk: Tanagura egyedüli urává vált.
Tanagura szegénynegyede Ceres. Az itt élők gúnyneve „mongrel”, azaz korcs. Ők általában sötét hajúak, míg az elit réteg szőke, vagy ezüst hajkoronával büszkélkedhet, ezért rájuk a „szöszi” („blondie”) megszólítás ragadt. Jupiter az értelmi képességek, a testi erő és a kinézet alapján szegregálta a népességet: a Ceresben élőknek nincs személyigazolványa, vagy más azonosítója, törvények sem vonatkoznak rájuk.
Tanagurán nagyon kevés a nőnemű lény, a lakosság 10%-át teszik ki összesen – a Jupiter által végzett tudatos genetikai szelekció miatt, amely a túlnépesedést hívatott megakadályozni; a homoszexualitás elfogadott, mindennapi megvalósítása a szexuális életnek. Ezen igényüket egymás között élik ki, de léteznek különleges megoldások is a szórakozásra: ezek a pet-ek.

### A pet-ek
Az angol szó jelentése házikedvenc; ebben az esetben szexrabszolga. Szintén genetikailag manipulált emberek, akiket erre a célra tenyésztenek laboratóriumokban; ők a „pet akadémián” kapnak „oktatást” az eljövendő feladataikra. Miután képzésük véget ért, aukciókon kínálják őket az elit kasztrált szolgálói, a „furniture”-ök (bútor-berendezési tárgy).
Minden pet fiatal: körülbelül 15-19 év közöttiek, és nagyjából egy évig szolgálnak (majd „kiöregedett állapotukban” megszabadulnak tőlük).
A blondie maga sosem nyúl hozzá, hiszen az túl degradáló lenne a rangjához. Ők csak nézik, amit a petek egymással, vagy magukkal művelnek. Míg a pet a gazdája tulajdona, egy ún. pet-ring elnevezésű azonosítót kell hordania (bizonyos esetekben a péniszén), amivel többféle kontrollt (helyzetmeghatározás, fájdalom, kéj) is gyakorolhat a gazda tulajdona felett. Ezt csak a tulajdonos képes eltávolítani kasztráció nélkül.

## Iason és Riki
A két főszereplő Tanagura, Jupiter után második legnagyobb ura, a blondie Iason Mink, és a 17 éves „mongrel” származású Riki, aki egy véletlen (?) folytán Iason pet-je lesz és három évig kényszerül a pet-ring viselésére.
Iason Mink a Ceresben tett sétája során találkozik Rikivel, akit a szeme láttára támadnak meg, míg a fiú megpróbál ellopni egy kocsit. Megmenti (nem tudni miért), és Riki felajánlja neki az egyetlen módot amivel fizetni képes: saját testét.
Szeretők lesznek és Iason nem ereszti el Rikit a szokásos egyéves időtartam elmúltával sem, így többszörösen felrúgják Tanagura szokásait. Rikinek azonban hiányzik a régi élete, amit a Bison nevű bűnbanda vezetőjeként élt, és gyötrődik a bezártságtól, a pet léttől. Iason ezért eltávolítja a pet ring-et és egy évre visszaengedi a Ceres-be, ahol Riki megpróbál újra beilleszkedni a régi bandájába, ám pont ez az életforma miatt (egy rablás során) mindannyian szembekerülnek Iasonnal.
A történet kettejük kapcsolatáról szól, mint elsődleges történetvonal- ahogy a cselekmény nyúlik, úgy bontódnak ki a mellékszálak, többek között más szerelmi történetek (Guy és Riki).

## További szereplők
- Mimea – pet lány, aki beleszeret Rikibe (tulajdonosa Raoul)
- Raoul AM – blondie, Iason „munkatársa”, korábbi szeretője
- Katze – Iason kasztrált furnitur-e, majd átnyergel a feketepiacra
- Guy – Riki korábbi szeretője, Riki eltűnése után ő lett a bandavezér